# Hesperocallis undulata
Genre
Espèce
Classification APG II (2003)
Hesperocallis undulata est une plante de la famille des Liliaceae selon la classification classique et de la famille des Asparagaceae selon classification phylogénétique APG III (2009) . Elle est originaire de l'extrême sud-ouest des États-Unis et du nord du Mexique. Il s'agit de la seule espèce du genre Hesperocallis.

## Description morphologique

### Appareil végétatif

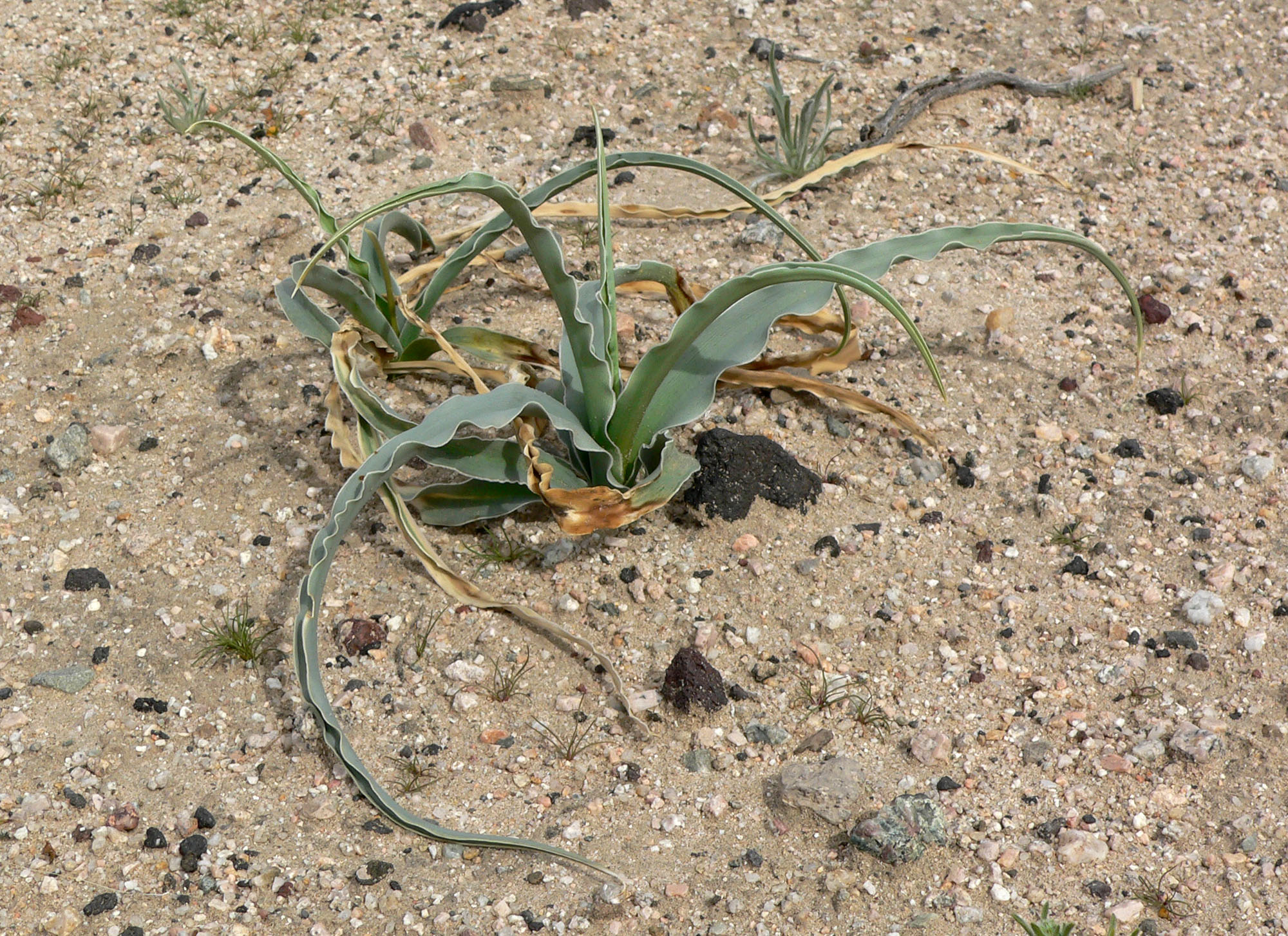
Appareil foliaire de Hesperocallis undulata.

Cette plante forme une touffe d'une trentaine de centimètres de hauteur de longues feuilles étroites, aux bordures ondulées, longues de 20 à 50 cm. Ses parties souterraines sont constituées d'un bulbe.

### Appareil reproducteur
La floraison a lieu entre mars et mai. De la touffe de feuille pousse une robuste tige florale qui portera une grappe de grandes fleurs blanches en forme d'entonnoir. Cette tige florale mesure couramment jusqu'à 1,8 m de hauteur, et peut même atteindre 2 m les années pluvieuses. Chaque fleur mesure généralement un peu plus de 6 cm de long. Elle est formée de tépales soudés à la base et se terminant par 6 lobes pointus libres, disposés en étoile. Ces tépales, blancs, ont chacun une ligne vert-bleuté longitudinale sur la face externe.

## Répartition et habitat
Cette plante sur les replats ou les pentes douces des zones sablonneuses des déserts nord-américains. Son aire de répartition est restreinte et s'étend, au nord, du sud-est de la Californie et de l'ouest de l'Arizona, aux États-Unis, jusque, au sud, au nord-ouest du Mexique.

## Hesperocallis undulataet l'homme
Le bulbe était autrefois une source de nourriture pour les Amérindiens.

### espèce
- (en) Flora of North America : Hesperocallis undulata
- (en) Catalogue of Life : Hesperocallis undulata A.Gray (consulté le 18 décembre 2020)
- (fr + en) ITIS : Hesperocallis undulata  Gray
- (en) NCBI : Hesperocallis undulata (taxons inclus)

### Genre
- (en) Flora of North America : Hesperocallis
- (en) Catalogue of Life : Hesperocallis A.Gray (consulté le 8 avril 2023)
- (fr + en) ITIS : Hesperocallis  Gray
- (en) NCBI : Hesperocallis (taxons inclus)
- (en) GRIN : genre Hesperocallis  A. Gray (+liste d'espèces contenant des synonymes)